# Акростихум
Акростихум, или расщельник (лат. Acrostichum) — род папоротников подсемейства Ceratopteridoideae семейства Птерисовые (Pteridaceae). Типовой вид — Acrostichum aureum

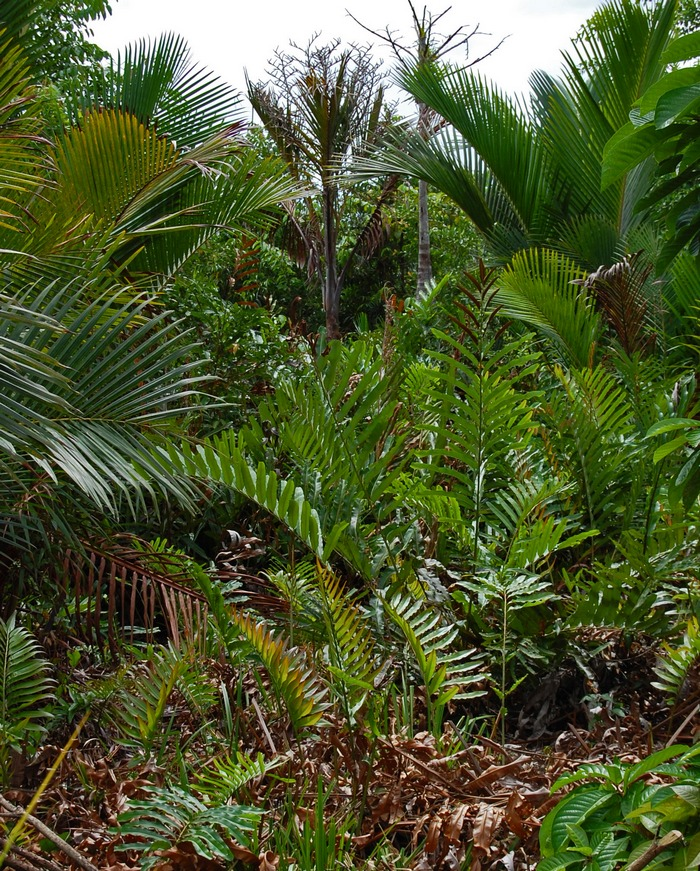
Acrostichum aureum в Индонезии

Произрастает в подлеске мангровых лесов в местах с относительно низкой солёностью. Acrostichum aureum (L.) встречается повсеместно в тропиках, Acrostichum speciosum (Willd.) — в индийско-тихоокеанском регионе, Acrostichum danaeifolium (Langsd. Fisch.) является неотропическим видом.
При благоприятных условиях увлажнения высота акростихумов может достигать 3,5 м.

## Виды рода
По информации базы данных The Plant List (2013), род включает 20 видов
. Некоторые из них:
- Acrostichum aureum L.
- Acrostichum danaeifolium (Langsd.) Fisch.
- Acrostichum speciosum Willd.
- Acrostichum preaureum — вымер.
- Acrostichum yunnanense Baker